# Darth Revan
Darth Revan är en sithlord i Star Wars-universumet. Han förekommer bland annat i de båda datorspelen Star Wars: Knights of the Old Republic 1 och 2. Denne sithlord blir fångad av jediriddarna och därmed blev hans minnen raderade och han fick en ny identitet. Han var en av hjältarna från Mandaloriska krigen innan han blev en sith. Han var också den ledande gestalten i de mandaloriska krigen för att han ledde de styrkorna mot fienden.
Revan bär en röd mask över sitt ansikte, och en grönsvart kåpa över axlarna. Runt midjan har han en rödlila pansarskört, och på händerna har han svarta handskar. Det var Revan och hans lärling Malak som kom på Sithtiteln "Darth". Han är född på planeten Daralia, som ligger någonstans ute i yttre randen.

## Historia
När Revan var Jedi var han en av ordens starkast lysande och mest framgångsrika elever. Han hade många vänner och många såg upp till honom i Jeditemplet. När Mandaloriska krigen kom, ledde Revan Republikens soldater till många segrar på många planeter. I det sista och avgörande slaget dödade han Mandalorernas ledare själv och högg av dennes huvud. Han tog med sig hjälmen som trofé och gömde den någonstans långt borta i galaxen. Under ett uppdrag frestades Revan av den Mörka sidan av Kraften. Detta var på ett av de sista uppdragen på planeten Malachor V. Planeten var besatt av onda och mystiska krafter, så det är inte så konstigt att Revan blev ond. Det sista Jedirådet hörde av honom var att han jagade en flyende Mandalorflotta ut i den yttersta, farliga och okända delen av galaxen. Detta låg långt utom Republikens gränser. I många år var Revan borta. Även så hans lärling, Malak, som hade följt med honom. Man antog att de hade dött. Men sedan kom Revan tillbaka. Han hade samlat ihop en armada av rymdskepp och hade nu en stor flotta. Han hade även en gigantisk armé av soldater som var lojala mot den Mörka sidan. Anledningen att han kunde hitta så många soldater, var att han hade omvänt sina egna gamla Republiksoldater till den Mörka sidan, då dessa redan innan hade varit ytterst lojala mot honom. Med denna stora armé, och med sin lärling vid sin sida, började han skoningslöst att anfalla planeter i Republiken.
Ingen klarade sig mot honom och många Jedier dog när de försökte stoppa honom. Han hade nu tagit titeln Darth, vilket också Malak hade. Till och med i de djupaste kärnvärldarna spreds det rykten om denne Darth Revan och hans segrar. Ingen kunde stoppa honom, ända tills Jedirådet skickade sina bästa Jedier för att stoppa honom. Gruppen de skickade bestod av 4 specialtränade Jedier, där den unge Jediriddaren Bastila Shan ingick. Bastila och de andra tre lyckades spåra upp Revan och lurade honom till att komma till en planet, där en Republikflotta väntade. De hade tagit sig upp till bryggan på Revans flaggskepp där han väntade, när plötsligt Malak, som befann sig i skeppet bredvid, anföll sin egen mästare. En skottsalva träffade bryggan och det skakade till rejält. Revan slog i en vägg och tuppade av. Bastila tog hand om honom och de flydde från kryssaren.
Flera år senare befann sig en ung Republiksoldat på en kryssaren Endar Spire. Detta var i själva verket Revan, men hans minnen hade raderats av Jedirådet. När skeppet anfölls av Malaks flotta, flydde Revan tillsammans med en soldat vid namn Carth Onasi, ner till Taris som de befann sig ovanför. Revan och Carth hittade Bastila på Taris, där hon hade fångats av pirater. Hon hade också flytt från skeppet. De räddade henne och flydde därifrån tillsammans med några andra. De åkte senare till Dantooine där en del av Jedirådet fanns. De gjorde Revan till Jedi och den lilla gruppen med Revan och Bastila i spetsen skickades ut för att hitta en mystisk sak, kallad Star Forge. Efter att ha blivit anfallna av prisjägare och många av Malaks lönnmördare, fann de Star Forge. Men då hade tyvärr Bastila fångats av Malak. Han hade omvänt henne till den Mörka sidan. Revan anföll Star Forge där Malak gömde sig, och han räddade Bastila från den Mörka sidan. Efter att ha utkrävt sin hämnd på Malak sprängde han Star Forge och försvann spårlöst. Ingen visste vart han tog vägen... Vid det laget hade han återfått sina gamla minnen och visste nu att han en gångt hade varit Revan.